# Tuha Lala
Tuha Lala is een bestuurslaag in het regentschap Pidie van de provincie Atjeh, Indonesië. Tuha Lala telt 508 inwoners (volkstelling 2010).